# San Bartolo (Oaxaca)
San Bartolo es una localidad mexicana ubicada en el estado de Oaxaca, dentro del municipio de San Juan Bautista Tuxtepec.

## Demografía
De acuerdo con el censo de 2020, San Bartolo tenía 3595 habitantes: 1929 mujeres y 1666 hombres. Había 1104 viviendas particulares habitadas, con un promedio de 3.26 ocupantes.
| Gráfica de evolución de San Bartolo entre 1900 y 2020  |
|                                                        |
| Fuente: Instituto Nacional de Estadística y Geografía. |